# Alepidiella heidemanni
Alepidiella heidemanni är en insektsart som beskrevs av Bertil Robert Poppius 1914. Alepidiella heidemanni ingår i släktet Alepidiella och familjen ängsskinnbaggar. Inga underarter finns listade i Catalogue of Life.